# Nick Holonyak
Nick Holonyak (Zeigler, 3 november 1928 – Urbana (Illinois), 18 september 2022) was een Amerikaans natuurkundige die in 1962 de eerste lichtgevende diode (led) maakte. Op dat moment was hij in dienst als wetenschapper verbonden aan het General Electric Company Laboratory in Syracuse, New York.

## Biografie
Holonyaks ouders waren Roetheense immigranten uit Oekraïne. Zijn vader werkte in een kolenmijn. Nick was de eerste uit zijn familie die kon studeren. Hij behaalde zowel zijn bachelor (1950) als zijn master (1951) in de elektrotechniek aan de Universiteit van Illinois te Urbana-Champaign. Aan dezelfde universiteit promoveerde hij in 1954 onder John Bardeen op het proefschrift Effect of Surface on Characteristics of Rectifier Junctions. Hij was Bardeens eerste promovendus.
In 1954 vertrok hij naar Bell Telephone Laboratories, waar hij onderzoek deed naar siliciumgebaseerde elektronische componenten. Van 1955 tot 1957 diende hij bij de US Army Signal Corps en daarna was hij tot 1963 wetenschapper bij het Advanced Semiconductor Laboratory van General Electric (GE) in Syracuse. Binnen dat conglomeraat waren verschillende teams bezig op het gebied van de opto-elektronica. GE-collega Robert N. Hall had een laser ontwikkeld op basis van een halfgeleiderdiode. Deze zond echter alleen infraroodstraling uit, buiten het bereik van het menselijk zicht.
Daarop besloot Holonyak een diode te maken die wel zichtbaar licht zou uitzenden. Met behulp van het synthetische halfgeleidermateriaal galliumarseenfosfide (GaAsP) en de techniek van gestimuleerde emissie slaagde hij erin om in 1962 de eerste praktische led te maken die zichtbaar rood licht uitzond. Na de ontwikkeling van leds die groen en blauw licht gaven (respectievelijk in de jaren '70 en '90) werd het mogelijk leds te maken die wit licht uitstralen, wat een revolutie teweegbracht in de verlichtingsindustrie.
In 1963 voegde hij zich bij John Bardeen aan de Universiteit van Illinois, waar hij hoogleraar werd en werkte aan kwantumbronnen en kwantumbronlasers. Deze laatste worden onder andere toegepast in cd- en dvd-spelers en in de glasvezelcommunicatie.
Sinds 2003 hield hij de titel John Bardeen Endowed Chair Professor voor Electrical and Computer Engineering and Physics aan de Universiteit van Illinois in Urbana-Champaign en onderzocht hij manieren voor het produceren van kwantumstiplasers. Na vijftig jaar hoogleraarschap ging hij in 2013 met emeritaat.
Hij overleed op 18 september 2022 op 93-jarige leeftijd.

## Erkenning
In 1989 werd Holonyak onderscheiden met de IEEE Edison Medal, en in 2003 ontving hij de IEEE Medal of Honor. Daarnaast werd hij onderscheiden met de National Medal of Science (1990), de National Medal of Technology (2002), Global Energy Prize (2003) en de Lemelson-MIT Prize (2004). In 2008 werd hij geïntroduceerd in de National Inventors Hall of Fame.
In 2015, ontving hij de Charles Stark Draper Prize "voor de uitvinding, ontwikkeling en commercialisering van materialen en processen voor lichtgevende diodes (LEDs)".
- Bibsys: 90349649
- Bibliothèque nationale de France: cb123551234 (data)
- CiNii: DA03346453
- Gemeinsame Normdatei: 172142199
- International Standard Name Identifier: 0000 0000 8176 1805
- Library of Congress Control Number: n88117931
- Nationale Bibliotheek van Tsjechië: ntk2017954848
- Nationale Bibliotheek van Israël: 987007350797505171
- Nationale Bibliotheek van Polen: a0000003814048
- Nederlandse Thesaurus van Auteursnamen: 124625665
- SNAC: w6wh5fgm
- Système universitaire de documentation: 032540450
- Virtual International Authority File: 110371383
- WorldCat: E39PBJdGGMt6tMKtdPXFWHdG73